# Cykoria endywia
Cykoria endywia, endywia (Cichorium endivia L.) – gatunek rośliny jednorocznej lub dwuletniej, należący do rodziny astrowatych. Endywia pochodzi z wybrzeży Morza Śródziemnego i Azji Zachodniej. Znana była już w starożytności. W Europie uprawiana od XVI wieku.

## Morfologia
ŁodygaMa wysokość 0,5 – 1,5 m, zwykle naga. Roślina zawiera sok mleczny.
LiścieDolne liście podłużne i pierzaste, górne jajowate, siedzące.
KwiatyKoszyczki kwiatowe umieszczone w kątach górnych liści i na szczytach łodyg.

## Zastosowanie

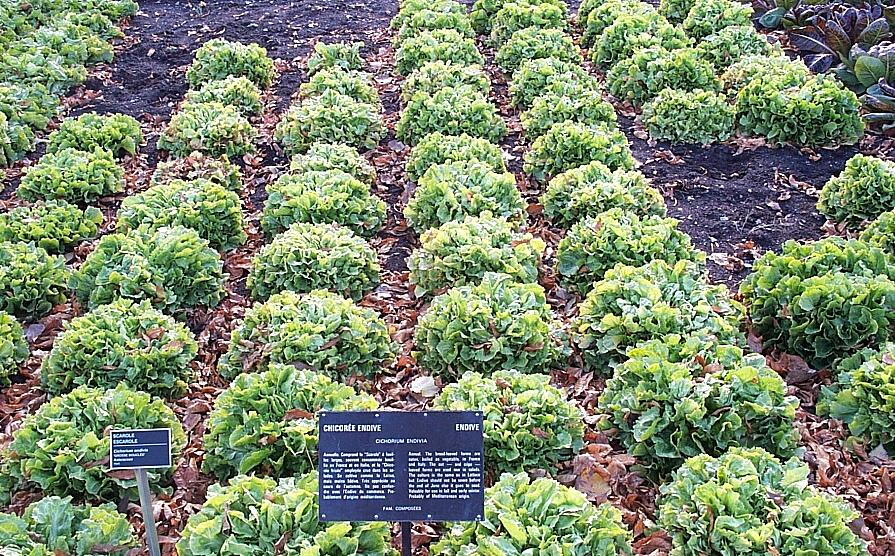
Uprawa endywii

Sztuka kulinarna – należy do warzyw i jej liście odziomkowe używane są w charakterze sałaty. Ma pikantny, gorzkawy smak. Dobrze komponuje się z ostrymi serami i z dodatkiem orzechów. Zawiera więcej związków mineralnych i witamin niż sałata. Pobudza apetyt dzięki zawartości inuliny oraz substancji gorzkiej – intybiny. Z jej liści przyrządza się sałatki.

## Uprawa
Udaje się na glebach średnio zwięzłych bądź lekkich. Jej rozwojowi sprzyja łagodna jesień i wysoka wilgotność powietrza. Siew na przełomie lutego i marca pod osłonami lub w czerwcu – lipcu na rozsadniku. Zbiór w maju – czerwcu lub we wrześniu – październiku. Endywię bieli się, aby pozbawić ją gorzkiego smaku.

## Zmienność
Odmiany:
- endywia eskariola (Cichorium endivia L. var. latifolium Lam.) – o liściach gładkich.
- endywia kędzierzawa (Cichorium endivia L. var. crispum Lam.) – o karbowanych, postrzępionych liściach.